# Liga Premier de Libia 2021-22
La Liga Premier de Libia 2020-21, fue la 49° temporada de la Liga Premier de Libia, la competición de fútbol de Primera División de Libia. La temporada comenzó el 21 de noviembre de 2021 y finalizó el 30 de julio de 2022.
Veinte clubes participan en el campeonato organizado por la federación. Los equipos se dividen en dos grupos de diez donde se enfrentan a sus oponentes dos veces durante la temporada. Al final de la primera ronda, los tres primeros de cada grupo compiten para determinar los clasificados para la Liga de Campeones y para la Copa Confederación y el campeón de Libia. Al final de los partidos de grupo, los últimos de cada grupo descienden, los penúltimos compiten en un desempate.

## Desarrollo
La nueva temporada comienza en noviembre de 2021 con veinte equipos divididos en dos grupos. Después de la primera fase, los tres primeros de cada grupo se enfrentan para un play-off final, que podría jugarse en el extranjero.
Durante el play-off final, Al-Ittihad Tripoli y Al Ahly Tripoli se encuentran empatados a puntos, es necesario un partido de desempate para determinar el campeón, es Al-Ittihad Tripoli quien gana y se embolsa su 18º título de campeón de Libia.

## Fase de grupos

### Grupo A
| Pos. | Equipo               | Pts. | PJ | G  | E | P  | GF | GC | Dif. | Clasificación o descenso       |
| ---- | -------------------- | ---- | -- | -- | - | -- | -- | -- | ---- | ------------------------------ |
| 1    | Al-Ahly Benghazi     | 44   | 18 | 14 | 2 | 2  | 27 | 7  | +20  | Clasificado a la Fase final    |
| 2    | Al-Nasr Benghazi     | 37   | 18 | 11 | 4 | 3  | 35 | 14 | +21  | Clasificado a la Fase final    |
| 3    | Al-Akhdar Al Bayda   | 36   | 18 | 10 | 6 | 2  | 37 | 14 | +23  | Clasificado a la Fase final    |
| 4    | Al-Hilal SC          | 22   | 18 | 5  | 7 | 6  | 13 | 15 | −2   |                                |
| 5    | Al Sadaqa FC         | 21   | 18 | 5  | 6 | 7  | 14 | 20 | −6   |                                |
| 6    | Al Ta'awon SC        | 20   | 18 | 5  | 5 | 8  | 23 | 22 | +1   |                                |
| 7    | Al-Tahaddy Benghazi  | 17   | 18 | 4  | 5 | 9  | 17 | 28 | −11  |                                |
| 8    | Darnes SC            | 16   | 18 | 3  | 7 | 8  | 14 | 23 | −9   |                                |
| 9    | Shabaab al Jabal     | 16   | 18 | 4  | 4 | 10 | 15 | 34 | −19  | Promoción                      |
| 10   | Khaleej Sirte SC (D) | 14   | 18 | 2  | 8 | 8  | 20 | 38 | −18  | Relegado a la Segunda División |

 Fuente: Soccerway

### Grupo B
| Pos. | Equipo               | Pts. | PJ | G | E | P  | GF | GC | Dif. | Clasificación o descenso       |
| ---- | -------------------- | ---- | -- | - | - | -- | -- | -- | ---- | ------------------------------ |
| 1    | Al-Ahli SC           | 34   | 18 | 9 | 7 | 2  | 23 | 9  | +14  | Clasificado a la Fase final    |
| 2    | Al-Ittihad Club      | 32   | 18 | 9 | 5 | 4  | 22 | 13 | +9   | Clasificado a la Fase final    |
| 3    | Al Olympic Zaouia    | 30   | 18 | 8 | 6 | 4  | 19 | 18 | +1   | Clasificado a la Fase final    |
| 4    | Asswehly SC          | 28   | 18 | 7 | 7 | 4  | 24 | 15 | +9   |                                |
| 5    | Ittihad Misurata     | 26   | 18 | 6 | 8 | 4  | 18 | 13 | +5   |                                |
| 6    | Al-Mahalah Trípoli   | 23   | 18 | 5 | 8 | 5  | 23 | 19 | +4   |                                |
| 7    | Al-Madina Trípoli    | 21   | 18 | 4 | 9 | 5  | 15 | 18 | −3   |                                |
| 8    | Abu Salim Tripoli SC | 20   | 18 | 4 | 8 | 6  | 9  | 18 | −9   |                                |
| 9    | Al Khums SC          | 17   | 18 | 3 | 8 | 7  | 14 | 18 | −4   | Promoción                      |
| 10   | Al-Shat Trípoli (D)  | 4    | 18 | 0 | 4 | 14 | 5  | 31 | −26  | Relegado a la Segunda División |

 Fuente: Soccerway

## Promoción
Los clubes en el noveno lugar se enfrentan cada uno a un club de segunda división para tratar de mantenerse en la categoría. Tras la eliminatoria a dos partidos, los clubes de primera división se mantienen firmes. Después de los play-offs, todos los clubes permanecen en su respectiva división.
| Equipo 1       | Agr. | Equipo 2         | Ida | Vuelta |
| -------------- | ---- | ---------------- | --- | ------ |
| Wefaq Ajdabiya | 1−2  | Shabaab al Jabal | 0−1 | 1−1    |
| Al-Thahra      | 2−4  | Al Khums SC      | 1−3 | 1−1    |

## Fase final
| Pos. | Equipo              | Pts. | PJ | G | E | P | GF | GC | Dif. | Clasificación o descenso             |
| ---- | ------------------- | ---- | -- | - | - | - | -- | -- | ---- | ------------------------------------ |
| 1    | Al-Ittihad Club (C) | 11   | 5  | 3 | 2 | 0 | 6  | 2  | +4   | Clasificado a Liga de Campeones CAF  |
| 2    | Al-Ahli SC          | 11   | 5  | 3 | 2 | 0 | 6  | 2  | +4   | Clasificado a Liga de Campeones CAF  |
| 3    | Al-Akhdar Al Bayda  | 9    | 5  | 3 | 0 | 2 | 9  | 6  | +3   | Clasificado a Copa Confederación CAF |
| 4    | Al-Nasr Benghazi    | 4    | 5  | 1 | 1 | 3 | 4  | 7  | −3   | Clasificado a Copa Confederación CAF |
| 5    | Al-Ahly Benghazi    | 4    | 5  | 1 | 1 | 3 | 2  | 5  | −3   |                                      |
| 6    | Al Olympic Zaouia   | 3    | 5  | 1 | 0 | 4 | 1  | 6  | −5   |                                      |

 Fuente: Soccerway
Notas:
1. 1 2  Al-Ittihad Club y Al-Ahli SC igualaron en todo y fue necesario un partido extra de desempate.

## Partido extra
| Equipo 1        | Resultado | Equipo 2   |
| --------------- | --------- | ---------- |
| Al-Ittihad Club | 2−1       | Al-Ahli SC |

|                             |
| Campeón                     |
| Al-Ittihad Club 18.° título |